# Демидович Борис Павлович
Борис Павлович Демидович (2 березня 1906, Новогрудок — 23 квітня 1977, Москва) — радянський математик і педагог, спеціаліст у галузі теорії звичайних дифференціальних рівнянь, функціонального аналізу, математичної фізики. Автор одного из найбільш відомих в математичних колах колишнього СРСР збірників задач з математичного аналізу.

## Біографія
Народився в сім'ї вчителя. Батько, Павло Петрович Демидович (10.07.1871-7.03.1931), селянин, закінчив в 1897 році учительський інститут у м. Вільно, відомий збирач білоруського фольклору. Мати, Олімпіада Платонівна (до шлюбу Плишевська) (16.06.1876-19.10.1970), походила з родини священика, до шлюбу також була вчителькою. У родині Демидовичів, крім Бориса, було три дочки — Зінаїда, Євгенія, Зоя і молодший брат Павло.
Середню школу закінчив у Мінську (1923). З 1923 по 1927 рік навчався на фізико-математичному відділенні педагогічного факультету, нещодавно (в 1921 році) створеного Білоруського державного університету, першого закладу вищої освіти в Білорусі. Після закінчення БДУ в 1927 році був рекомендований до аспірантури кафедри вищої математики, але, не здавши іспит з білоруської мови, їде в Росію. У 1927—1931 роках викладав математику в середніх навчальних закладах у Брянській і Смоленській областях.
1931 року вступив в однорічну (підготовчу) аспірантуру НДІ математики і механіки МДУ. У 1932 році продовжив навчання в аспірантурі (основний), під керівництвом А. Н. Колмогорова займається теорією функцій дійсних змінних, потім — якісної теорією звичайних диференціальних рівнянь під керівництвом В. В. Степанова. Знайомиться і починає співпрацю (яка продовжилася багато років і переросла в дружбу) з В. В. Немицкім. Входить до числа учасників наукового семінару з якісної теорії диференціальних рівнянь (кер. В. В. Степанов і В. В. Немицкій).
Отримав кваліфікацію викладача математики у ВТНЗах. Був розподілений в Транспортно-Економічний Інститут НКПС, в 1932-33 роках викладав в ньому. У 1933—1934 роках за сумісництвом працює в Бюро Дослідного Транспортного Будівництва НКПС, старший науковий співробітник.
Після закінчення аспірантури в МДУ (1935), один семестр працює на кафедрі Математики в Інституті шкіряної промисловості ім. Л. М. Кагановича, а з лютого 1936 року, на запрошення Л. А. Тумаркин, починає викладати на механіко-математичному факультеті МДУ, асистент кафедри Математичного аналізу. Кандидат фізико-математичних наук (1936), тема дисертації «Про існування інтегрального інваріанта в системі періодичних орбіт», опонент А. Я. Хинчин. За рекомендацією Н. Н. Лузіна основні результати роботи опубліковані в Доповідях Академії наук СРСР.
У 1938 році затверджений доцентом.
У 1963 році на засіданні вченої ради мехмату МДУ захистив докторську дисертацію (за сукупністю робіт) «Обмежені рішення диференціальних рівнянь» (офіційні опоненти В. В. Немицкій, Б. М. Левітан, В. А. Якубович, провідне підприємство — кафедра звичайних диференціальних рівнянь матмех ЛДУ, зав. кафедрою В. А. Плісс). У 1965 році затверджений професором.
Викладав також у низці провідних закладів вищої освіти Москви (Московський державний технічний університет імені Н. Е. Баумана, Військово-інженерна академія ім. Ф. Е. Дзержинського та ін.).
Автор близько 60 наукових робіт. Галузь наукових інтересів:
- динамічні системи з інтегральними інваріантами;
- періодичні та майже-періодичні рішення звичайних диференціальних рівнянь;
- правильні і цілком правильні (по Демидовичу) диференціальні системи;
- обмежені рішення звичайних диференціальних рівнянь;
- стійкість рішень звичайних диференціальних рівнянь, зокрема, орбітальна стійкість динамічних систем.
- Нагороджений орденом «Знак Пошани» та медалями. Заслужений діяч науки і техніки РРФСР (1968).

Раптово помер від гострої серцевої недостатності.

## Сім'я
У 1933 році брат Б. П. Демидовича — Павло — був заарештований і звинувачений в антирадянській діяльності, розстріляний 27 листопада 1937 р.
Б. П. Демидович мав чотирьох дітей: Микола (1935), Андрій (1938), Георгій (1940). Син — Василь Борисович (1942), доцент механіко-математичного факультету МДУ. Укладач серії книг «Мехматяни згадують» (вип. 1 2008, вип. 2 2009).